# زينة ظروف
زينة ظروف (3 سبتمبر 1974 -)، ممثلة سورية.

## عن حياتها
في عام 1997 تخرجت من «المعهد العالي للفنون المسرحية» وبعدما تخرجت بدأت بالمشاركة بالأدوار الصغيرة في أعمال عدة كدورها بحلقة من مسلسل دنيا ومسلسل الطويبي وقوس قزح وقد قدمت تلك الأعمال في نهاية تسعينات القرن العشرين. كما شاركت بالعديد من الأعمال المسرحية من أهمها «منمنمات تاريخية» مع نائلة الأطرش و«فوضى» مع عبد المنعم عمايري، بالفترات الأخيرة اتجهت إلى الإذاعة والدبلجة.

## أعمالها

### من أعمال التلفزيون
| سنة الإنتاج | اسم المسلسل                     | الشخصية       |
| ----------- | ------------------------------- | ------------- |
| 1997        | الفراري                         |               |
| 1998        | الطويبي                         |               |
| 1999        | دنيا حلقة بعنوان «ليلة الفندق»  |               |
| 2000        | الخيزران                        |               |
| 2000        | سيرة آل الجلالي                 | سعاد          |
| 2001        | مغامرات صيفية                   |               |
| 2001        | قوس قزح                         | منى           |
| 2001        | بستان الموت - فيلم تلفزيوني     |               |
| 2001        | المسلوب                         | ماوية         |
| 2002        | تاج من شوك                      |               |
| 2003        | سيف بن ذي يزن                   |               |
| 2007        | كثير من الحب كثير من العنف      |               |
| 2008        | الحصرم الشامي الجزء الثاني      | هدى           |
| 2008        | زهرة النرجس                     | حسنا          |
| 2008        | قمر بني هاشم                    | حليمة السعدية |
| 2010        | الصندوق الأسود                  |               |
| 2010        | رايات الحق                      |               |
| 2010        | ذاكرة الجسد                     |               |
| 2013        | ولادة من الخاصرة 3: منبر الموتى | سوسن          |

كما شاركت في عام 2004 في الأداء الصوتي للشخصيات الكرتونية في مسلسل الأطفال «مدينة المعلومات».

### في الإذاعة
- هن في عيون الأدب.
- ظواهر مدهشة.
- مجلة التراث.
- خزائن العرب.
- قصة في تمثيلية.
- حكم العدالة.
- جزيرة المرح.
- شخصيات روائية.

## روابط خارجية
- زينة ظروف على موقع قاعدة بيانات الأفلام العربية